# Mansfield (band)
Mansfield er en dansk musikgruppe, bedst kendt for sange som “Chasing after You”, “A Place In The Sun” og “The Nature Of A Troubled Mind”. 
Bandet består af Mathias Wedeken, Christian Stage, Mathias Havelund og Filip Gulløv,  og er opkaldt efter byen Mansfield, en typisk arbejderby i det nordøstlige England. 

Stilen er påvirket af bl.a. Travis og Oasis, med elementer fra 1960'ernes guitar-pop. 

## Diskografi
- Star-Crossed Lovers (2020) på pladeselskabet DME
- Come Rain or Shine (2023) produceret af Morten Bue, kendt for sit samarbejde med bl.a. Mew, Kashmir, Ulige Numre, Tindersticks og Diefenbach.[3]
- For All the Right Reasons (2024)[4] på pladeselskabet DME, produceret af Morten Bue